# Inschriftensteine (Nollenkopf)
Auf dem Nollenkopf stehen innerhalb der Gemarkung des Neustadter Teilorts Hambach drei Gedenk- und Inschriftensteine, die erstmals 1696 bezeugt sind und dem Denkmalschutz unterliegen:
- Als im Pfälzischen Erbfolgekrieg (1689–1697) beim Rückzug der französischen Armee zwischen September und Dezember 1696 auf dem Nollenkopf Batterien und Verschanzungen angelegt wurden, wurde einer der Steine mit sechs Zeilen beschriftet.

| Französischer Originaltext: 19.7 BRE DON L'AN 1696 M’L’MARCQUIS DE MARILLAC COLONEL DV REGIMANT DE LANGVEDOC00 A FAICT FAIRE CE RETRANCHEMENT. | Deutsche Übersetzung: Am 19. September des Jahres 1696 hat der Herr Marquis von Marillac, Oberst des Regiments von Languedoc, diese Befestigung errichten lassen. |
- Der zweite Gedenkstein ist ein bayerischer Niveaustein aus dem Jahre 1838. In einer topographischen Aufnahme des pfälzischen Gebietes, das damals zum Königreich Bayern gehörte, durch Offiziere des königlich-bayerischen Generalstabs von 1836 bis 1837 ist die Höhe mit 168,4 bayerischen Ruten (eine bayerische Rute = 2,9186 m) angegeben – bezogen auf den Adriapegel bei Venedig. Dies bedeutet eine Gesamthöhe von 491,49 m. In heutigen topographischen Karten[3] ist die Höhe mit 490,3 m angegeben.
- Der dritte Gedenkstein trägt die Inschrift „Der Stein der weisen Zufriedenheit“.